# Psychoda aderces
Psychoda aderces är en tvåvingeart som beskrevs av Quate 1962. Psychoda aderces ingår i släktet Psychoda och familjen fjärilsmyggor. Inga underarter finns listade i Catalogue of Life.